# Фезера близнюки (шахи)
Близнюки́ Фезера — ідея утворення близнюків у шаховій композиції в такий спосіб: новий близнюк утворюється шляхом перестановки місцями білої і чорної фігури, які стоять на початкових полях, як в шаховій партії.

## Історія
Такий спосіб утворення близнюків запропонував у 2005 році шаховий композитор з Англії Крістофер Фезер (24.03.1947). В 2007 році в Македонії в журналі «Orbit» № 33 було оголошено «Турнір близнюків Фезера». Результати турніру були опубліковані в 2008 році в журналі «Orbit» № 39.
Біла і чорна тематичні фігури стоять на початкових полях, як на початку партії. Задача має певне рішення. При утворенні близнюка ці дві фігури міняють місцями і нова задача має інше рішення.
Спосіб утворення близнюків дістав назву — близнюки Фезера. В шаховій композиції є ще ідея Кріса Фезера, яка має назву — маневр Фезера.
|   | a | b | c | d | e | f | g | h |   |
| 8 | b7 чорний пішак · c7 чорний пішак · e6 чорний кінь · d5 чорний пішак · g5 чорний король · a4 чорний пішак · c2 білий пішак · a1 білий король · d1 чорний кінь | b7 чорний пішак · c7 чорний пішак · e6 чорний кінь · d5 чорний пішак · g5 чорний король · a4 чорний пішак · c2 білий пішак · a1 білий король · d1 чорний кінь | b7 чорний пішак · c7 чорний пішак · e6 чорний кінь · d5 чорний пішак · g5 чорний король · a4 чорний пішак · c2 білий пішак · a1 білий король · d1 чорний кінь | b7 чорний пішак · c7 чорний пішак · e6 чорний кінь · d5 чорний пішак · g5 чорний король · a4 чорний пішак · c2 білий пішак · a1 білий король · d1 чорний кінь | b7 чорний пішак · c7 чорний пішак · e6 чорний кінь · d5 чорний пішак · g5 чорний король · a4 чорний пішак · c2 білий пішак · a1 білий король · d1 чорний кінь | b7 чорний пішак · c7 чорний пішак · e6 чорний кінь · d5 чорний пішак · g5 чорний король · a4 чорний пішак · c2 білий пішак · a1 білий король · d1 чорний кінь | b7 чорний пішак · c7 чорний пішак · e6 чорний кінь · d5 чорний пішак · g5 чорний король · a4 чорний пішак · c2 білий пішак · a1 білий король · d1 чорний кінь | b7 чорний пішак · c7 чорний пішак · e6 чорний кінь · d5 чорний пішак · g5 чорний король · a4 чорний пішак · c2 білий пішак · a1 білий король · d1 чорний кінь | 8 |
| 7 | b7 чорний пішак · c7 чорний пішак · e6 чорний кінь · d5 чорний пішак · g5 чорний король · a4 чорний пішак · c2 білий пішак · a1 білий король · d1 чорний кінь | b7 чорний пішак · c7 чорний пішак · e6 чорний кінь · d5 чорний пішак · g5 чорний король · a4 чорний пішак · c2 білий пішак · a1 білий король · d1 чорний кінь | b7 чорний пішак · c7 чорний пішак · e6 чорний кінь · d5 чорний пішак · g5 чорний король · a4 чорний пішак · c2 білий пішак · a1 білий король · d1 чорний кінь | b7 чорний пішак · c7 чорний пішак · e6 чорний кінь · d5 чорний пішак · g5 чорний король · a4 чорний пішак · c2 білий пішак · a1 білий король · d1 чорний кінь | b7 чорний пішак · c7 чорний пішак · e6 чорний кінь · d5 чорний пішак · g5 чорний король · a4 чорний пішак · c2 білий пішак · a1 білий король · d1 чорний кінь | b7 чорний пішак · c7 чорний пішак · e6 чорний кінь · d5 чорний пішак · g5 чорний король · a4 чорний пішак · c2 білий пішак · a1 білий король · d1 чорний кінь | b7 чорний пішак · c7 чорний пішак · e6 чорний кінь · d5 чорний пішак · g5 чорний король · a4 чорний пішак · c2 білий пішак · a1 білий король · d1 чорний кінь | b7 чорний пішак · c7 чорний пішак · e6 чорний кінь · d5 чорний пішак · g5 чорний король · a4 чорний пішак · c2 білий пішак · a1 білий король · d1 чорний кінь | 7 |
| 6 | b7 чорний пішак · c7 чорний пішак · e6 чорний кінь · d5 чорний пішак · g5 чорний король · a4 чорний пішак · c2 білий пішак · a1 білий король · d1 чорний кінь | b7 чорний пішак · c7 чорний пішак · e6 чорний кінь · d5 чорний пішак · g5 чорний король · a4 чорний пішак · c2 білий пішак · a1 білий король · d1 чорний кінь | b7 чорний пішак · c7 чорний пішак · e6 чорний кінь · d5 чорний пішак · g5 чорний король · a4 чорний пішак · c2 білий пішак · a1 білий король · d1 чорний кінь | b7 чорний пішак · c7 чорний пішак · e6 чорний кінь · d5 чорний пішак · g5 чорний король · a4 чорний пішак · c2 білий пішак · a1 білий король · d1 чорний кінь | b7 чорний пішак · c7 чорний пішак · e6 чорний кінь · d5 чорний пішак · g5 чорний король · a4 чорний пішак · c2 білий пішак · a1 білий король · d1 чорний кінь | b7 чорний пішак · c7 чорний пішак · e6 чорний кінь · d5 чорний пішак · g5 чорний король · a4 чорний пішак · c2 білий пішак · a1 білий король · d1 чорний кінь | b7 чорний пішак · c7 чорний пішак · e6 чорний кінь · d5 чорний пішак · g5 чорний король · a4 чорний пішак · c2 білий пішак · a1 білий король · d1 чорний кінь | b7 чорний пішак · c7 чорний пішак · e6 чорний кінь · d5 чорний пішак · g5 чорний король · a4 чорний пішак · c2 білий пішак · a1 білий король · d1 чорний кінь | 6 |
| 5 | b7 чорний пішак · c7 чорний пішак · e6 чорний кінь · d5 чорний пішак · g5 чорний король · a4 чорний пішак · c2 білий пішак · a1 білий король · d1 чорний кінь | b7 чорний пішак · c7 чорний пішак · e6 чорний кінь · d5 чорний пішак · g5 чорний король · a4 чорний пішак · c2 білий пішак · a1 білий король · d1 чорний кінь | b7 чорний пішак · c7 чорний пішак · e6 чорний кінь · d5 чорний пішак · g5 чорний король · a4 чорний пішак · c2 білий пішак · a1 білий король · d1 чорний кінь | b7 чорний пішак · c7 чорний пішак · e6 чорний кінь · d5 чорний пішак · g5 чорний король · a4 чорний пішак · c2 білий пішак · a1 білий король · d1 чорний кінь | b7 чорний пішак · c7 чорний пішак · e6 чорний кінь · d5 чорний пішак · g5 чорний король · a4 чорний пішак · c2 білий пішак · a1 білий король · d1 чорний кінь | b7 чорний пішак · c7 чорний пішак · e6 чорний кінь · d5 чорний пішак · g5 чорний король · a4 чорний пішак · c2 білий пішак · a1 білий король · d1 чорний кінь | b7 чорний пішак · c7 чорний пішак · e6 чорний кінь · d5 чорний пішак · g5 чорний король · a4 чорний пішак · c2 білий пішак · a1 білий король · d1 чорний кінь | b7 чорний пішак · c7 чорний пішак · e6 чорний кінь · d5 чорний пішак · g5 чорний король · a4 чорний пішак · c2 білий пішак · a1 білий король · d1 чорний кінь | 5 |
| 4 | b7 чорний пішак · c7 чорний пішак · e6 чорний кінь · d5 чорний пішак · g5 чорний король · a4 чорний пішак · c2 білий пішак · a1 білий король · d1 чорний кінь | b7 чорний пішак · c7 чорний пішак · e6 чорний кінь · d5 чорний пішак · g5 чорний король · a4 чорний пішак · c2 білий пішак · a1 білий король · d1 чорний кінь | b7 чорний пішак · c7 чорний пішак · e6 чорний кінь · d5 чорний пішак · g5 чорний король · a4 чорний пішак · c2 білий пішак · a1 білий король · d1 чорний кінь | b7 чорний пішак · c7 чорний пішак · e6 чорний кінь · d5 чорний пішак · g5 чорний король · a4 чорний пішак · c2 білий пішак · a1 білий король · d1 чорний кінь | b7 чорний пішак · c7 чорний пішак · e6 чорний кінь · d5 чорний пішак · g5 чорний король · a4 чорний пішак · c2 білий пішак · a1 білий король · d1 чорний кінь | b7 чорний пішак · c7 чорний пішак · e6 чорний кінь · d5 чорний пішак · g5 чорний король · a4 чорний пішак · c2 білий пішак · a1 білий король · d1 чорний кінь | b7 чорний пішак · c7 чорний пішак · e6 чорний кінь · d5 чорний пішак · g5 чорний король · a4 чорний пішак · c2 білий пішак · a1 білий король · d1 чорний кінь | b7 чорний пішак · c7 чорний пішак · e6 чорний кінь · d5 чорний пішак · g5 чорний король · a4 чорний пішак · c2 білий пішак · a1 білий король · d1 чорний кінь | 4 |
| 3 | b7 чорний пішак · c7 чорний пішак · e6 чорний кінь · d5 чорний пішак · g5 чорний король · a4 чорний пішак · c2 білий пішак · a1 білий король · d1 чорний кінь | b7 чорний пішак · c7 чорний пішак · e6 чорний кінь · d5 чорний пішак · g5 чорний король · a4 чорний пішак · c2 білий пішак · a1 білий король · d1 чорний кінь | b7 чорний пішак · c7 чорний пішак · e6 чорний кінь · d5 чорний пішак · g5 чорний король · a4 чорний пішак · c2 білий пішак · a1 білий король · d1 чорний кінь | b7 чорний пішак · c7 чорний пішак · e6 чорний кінь · d5 чорний пішак · g5 чорний король · a4 чорний пішак · c2 білий пішак · a1 білий король · d1 чорний кінь | b7 чорний пішак · c7 чорний пішак · e6 чорний кінь · d5 чорний пішак · g5 чорний король · a4 чорний пішак · c2 білий пішак · a1 білий король · d1 чорний кінь | b7 чорний пішак · c7 чорний пішак · e6 чорний кінь · d5 чорний пішак · g5 чорний король · a4 чорний пішак · c2 білий пішак · a1 білий король · d1 чорний кінь | b7 чорний пішак · c7 чорний пішак · e6 чорний кінь · d5 чорний пішак · g5 чорний король · a4 чорний пішак · c2 білий пішак · a1 білий король · d1 чорний кінь | b7 чорний пішак · c7 чорний пішак · e6 чорний кінь · d5 чорний пішак · g5 чорний король · a4 чорний пішак · c2 білий пішак · a1 білий король · d1 чорний кінь | 3 |
| 2 | b7 чорний пішак · c7 чорний пішак · e6 чорний кінь · d5 чорний пішак · g5 чорний король · a4 чорний пішак · c2 білий пішак · a1 білий король · d1 чорний кінь | b7 чорний пішак · c7 чорний пішак · e6 чорний кінь · d5 чорний пішак · g5 чорний король · a4 чорний пішак · c2 білий пішак · a1 білий король · d1 чорний кінь | b7 чорний пішак · c7 чорний пішак · e6 чорний кінь · d5 чорний пішак · g5 чорний король · a4 чорний пішак · c2 білий пішак · a1 білий король · d1 чорний кінь | b7 чорний пішак · c7 чорний пішак · e6 чорний кінь · d5 чорний пішак · g5 чорний король · a4 чорний пішак · c2 білий пішак · a1 білий король · d1 чорний кінь | b7 чорний пішак · c7 чорний пішак · e6 чорний кінь · d5 чорний пішак · g5 чорний король · a4 чорний пішак · c2 білий пішак · a1 білий король · d1 чорний кінь | b7 чорний пішак · c7 чорний пішак · e6 чорний кінь · d5 чорний пішак · g5 чорний король · a4 чорний пішак · c2 білий пішак · a1 білий король · d1 чорний кінь | b7 чорний пішак · c7 чорний пішак · e6 чорний кінь · d5 чорний пішак · g5 чорний король · a4 чорний пішак · c2 білий пішак · a1 білий король · d1 чорний кінь | b7 чорний пішак · c7 чорний пішак · e6 чорний кінь · d5 чорний пішак · g5 чорний король · a4 чорний пішак · c2 білий пішак · a1 білий король · d1 чорний кінь | 2 |
| 1 | b7 чорний пішак · c7 чорний пішак · e6 чорний кінь · d5 чорний пішак · g5 чорний король · a4 чорний пішак · c2 білий пішак · a1 білий король · d1 чорний кінь | b7 чорний пішак · c7 чорний пішак · e6 чорний кінь · d5 чорний пішак · g5 чорний король · a4 чорний пішак · c2 білий пішак · a1 білий король · d1 чорний кінь | b7 чорний пішак · c7 чорний пішак · e6 чорний кінь · d5 чорний пішак · g5 чорний король · a4 чорний пішак · c2 білий пішак · a1 білий король · d1 чорний кінь | b7 чорний пішак · c7 чорний пішак · e6 чорний кінь · d5 чорний пішак · g5 чорний король · a4 чорний пішак · c2 білий пішак · a1 білий король · d1 чорний кінь | b7 чорний пішак · c7 чорний пішак · e6 чорний кінь · d5 чорний пішак · g5 чорний король · a4 чорний пішак · c2 білий пішак · a1 білий король · d1 чорний кінь | b7 чорний пішак · c7 чорний пішак · e6 чорний кінь · d5 чорний пішак · g5 чорний король · a4 чорний пішак · c2 білий пішак · a1 білий король · d1 чорний кінь | b7 чорний пішак · c7 чорний пішак · e6 чорний кінь · d5 чорний пішак · g5 чорний король · a4 чорний пішак · c2 білий пішак · a1 білий король · d1 чорний кінь | b7 чорний пішак · c7 чорний пішак · e6 чорний кінь · d5 чорний пішак · g5 чорний король · a4 чорний пішак · c2 білий пішак · a1 білий король · d1 чорний кінь | 1 |
|   | a | b | c | d | e | f | g | h |   |

FEN:8/1pp5/4n3/3p2k1/p7/8/2P5/K2n4
b) c2↔c7

a) 1. ... c4   2. Kf6  cd5 3. Ke7 de6  4. Kd8 e7+  5. Kc8 e8Q# (MM)

b) 1. ... c8S 2. Kf4 Sb6 3. Ke3 Sxa4 4. Kd2 Sc5 5. Kc1 Sb3# (MM)
В першому близнюку виражено білий ексцельсіор з перетворенням пішака в ферзя, який оголошує мат. На діаграмі білий пішак «с2» і чорний «с7» стоять на початкових полях практичної партії. Для створення наступного близнюка ці два пішаки міняють місцями. В цьому близнюку білий пішак перетворюється на коня, а потім на останньому ході оголошує мат чорному королю.
|   | a | b | c | d | e | f | g | h |   |
| 8 | a7 чорний пішак · b7 чорний король · c5 чорний кінь · f4 чорний ферзь · h3 білий король · a2 білий пішак | a7 чорний пішак · b7 чорний король · c5 чорний кінь · f4 чорний ферзь · h3 білий король · a2 білий пішак | a7 чорний пішак · b7 чорний король · c5 чорний кінь · f4 чорний ферзь · h3 білий король · a2 білий пішак | a7 чорний пішак · b7 чорний король · c5 чорний кінь · f4 чорний ферзь · h3 білий король · a2 білий пішак | a7 чорний пішак · b7 чорний король · c5 чорний кінь · f4 чорний ферзь · h3 білий король · a2 білий пішак | a7 чорний пішак · b7 чорний король · c5 чорний кінь · f4 чорний ферзь · h3 білий король · a2 білий пішак | a7 чорний пішак · b7 чорний король · c5 чорний кінь · f4 чорний ферзь · h3 білий король · a2 білий пішак | a7 чорний пішак · b7 чорний король · c5 чорний кінь · f4 чорний ферзь · h3 білий король · a2 білий пішак | 8 |
| 7 | a7 чорний пішак · b7 чорний король · c5 чорний кінь · f4 чорний ферзь · h3 білий король · a2 білий пішак | a7 чорний пішак · b7 чорний король · c5 чорний кінь · f4 чорний ферзь · h3 білий король · a2 білий пішак | a7 чорний пішак · b7 чорний король · c5 чорний кінь · f4 чорний ферзь · h3 білий король · a2 білий пішак | a7 чорний пішак · b7 чорний король · c5 чорний кінь · f4 чорний ферзь · h3 білий король · a2 білий пішак | a7 чорний пішак · b7 чорний король · c5 чорний кінь · f4 чорний ферзь · h3 білий король · a2 білий пішак | a7 чорний пішак · b7 чорний король · c5 чорний кінь · f4 чорний ферзь · h3 білий король · a2 білий пішак | a7 чорний пішак · b7 чорний король · c5 чорний кінь · f4 чорний ферзь · h3 білий король · a2 білий пішак | a7 чорний пішак · b7 чорний король · c5 чорний кінь · f4 чорний ферзь · h3 білий король · a2 білий пішак | 7 |
| 6 | a7 чорний пішак · b7 чорний король · c5 чорний кінь · f4 чорний ферзь · h3 білий король · a2 білий пішак | a7 чорний пішак · b7 чорний король · c5 чорний кінь · f4 чорний ферзь · h3 білий король · a2 білий пішак | a7 чорний пішак · b7 чорний король · c5 чорний кінь · f4 чорний ферзь · h3 білий король · a2 білий пішак | a7 чорний пішак · b7 чорний король · c5 чорний кінь · f4 чорний ферзь · h3 білий король · a2 білий пішак | a7 чорний пішак · b7 чорний король · c5 чорний кінь · f4 чорний ферзь · h3 білий король · a2 білий пішак | a7 чорний пішак · b7 чорний король · c5 чорний кінь · f4 чорний ферзь · h3 білий король · a2 білий пішак | a7 чорний пішак · b7 чорний король · c5 чорний кінь · f4 чорний ферзь · h3 білий король · a2 білий пішак | a7 чорний пішак · b7 чорний король · c5 чорний кінь · f4 чорний ферзь · h3 білий король · a2 білий пішак | 6 |
| 5 | a7 чорний пішак · b7 чорний король · c5 чорний кінь · f4 чорний ферзь · h3 білий король · a2 білий пішак | a7 чорний пішак · b7 чорний король · c5 чорний кінь · f4 чорний ферзь · h3 білий король · a2 білий пішак | a7 чорний пішак · b7 чорний король · c5 чорний кінь · f4 чорний ферзь · h3 білий король · a2 білий пішак | a7 чорний пішак · b7 чорний король · c5 чорний кінь · f4 чорний ферзь · h3 білий король · a2 білий пішак | a7 чорний пішак · b7 чорний король · c5 чорний кінь · f4 чорний ферзь · h3 білий король · a2 білий пішак | a7 чорний пішак · b7 чорний король · c5 чорний кінь · f4 чорний ферзь · h3 білий король · a2 білий пішак | a7 чорний пішак · b7 чорний король · c5 чорний кінь · f4 чорний ферзь · h3 білий король · a2 білий пішак | a7 чорний пішак · b7 чорний король · c5 чорний кінь · f4 чорний ферзь · h3 білий король · a2 білий пішак | 5 |
| 4 | a7 чорний пішак · b7 чорний король · c5 чорний кінь · f4 чорний ферзь · h3 білий король · a2 білий пішак | a7 чорний пішак · b7 чорний король · c5 чорний кінь · f4 чорний ферзь · h3 білий король · a2 білий пішак | a7 чорний пішак · b7 чорний король · c5 чорний кінь · f4 чорний ферзь · h3 білий король · a2 білий пішак | a7 чорний пішак · b7 чорний король · c5 чорний кінь · f4 чорний ферзь · h3 білий король · a2 білий пішак | a7 чорний пішак · b7 чорний король · c5 чорний кінь · f4 чорний ферзь · h3 білий король · a2 білий пішак | a7 чорний пішак · b7 чорний король · c5 чорний кінь · f4 чорний ферзь · h3 білий король · a2 білий пішак | a7 чорний пішак · b7 чорний король · c5 чорний кінь · f4 чорний ферзь · h3 білий король · a2 білий пішак | a7 чорний пішак · b7 чорний король · c5 чорний кінь · f4 чорний ферзь · h3 білий король · a2 білий пішак | 4 |
| 3 | a7 чорний пішак · b7 чорний король · c5 чорний кінь · f4 чорний ферзь · h3 білий король · a2 білий пішак | a7 чорний пішак · b7 чорний король · c5 чорний кінь · f4 чорний ферзь · h3 білий король · a2 білий пішак | a7 чорний пішак · b7 чорний король · c5 чорний кінь · f4 чорний ферзь · h3 білий король · a2 білий пішак | a7 чорний пішак · b7 чорний король · c5 чорний кінь · f4 чорний ферзь · h3 білий король · a2 білий пішак | a7 чорний пішак · b7 чорний король · c5 чорний кінь · f4 чорний ферзь · h3 білий король · a2 білий пішак | a7 чорний пішак · b7 чорний король · c5 чорний кінь · f4 чорний ферзь · h3 білий король · a2 білий пішак | a7 чорний пішак · b7 чорний король · c5 чорний кінь · f4 чорний ферзь · h3 білий король · a2 білий пішак | a7 чорний пішак · b7 чорний король · c5 чорний кінь · f4 чорний ферзь · h3 білий король · a2 білий пішак | 3 |
| 2 | a7 чорний пішак · b7 чорний король · c5 чорний кінь · f4 чорний ферзь · h3 білий король · a2 білий пішак | a7 чорний пішак · b7 чорний король · c5 чорний кінь · f4 чорний ферзь · h3 білий король · a2 білий пішак | a7 чорний пішак · b7 чорний король · c5 чорний кінь · f4 чорний ферзь · h3 білий король · a2 білий пішак | a7 чорний пішак · b7 чорний король · c5 чорний кінь · f4 чорний ферзь · h3 білий король · a2 білий пішак | a7 чорний пішак · b7 чорний король · c5 чорний кінь · f4 чорний ферзь · h3 білий король · a2 білий пішак | a7 чорний пішак · b7 чорний король · c5 чорний кінь · f4 чорний ферзь · h3 білий король · a2 білий пішак | a7 чорний пішак · b7 чорний король · c5 чорний кінь · f4 чорний ферзь · h3 білий король · a2 білий пішак | a7 чорний пішак · b7 чорний король · c5 чорний кінь · f4 чорний ферзь · h3 білий король · a2 білий пішак | 2 |
| 1 | a7 чорний пішак · b7 чорний король · c5 чорний кінь · f4 чорний ферзь · h3 білий король · a2 білий пішак | a7 чорний пішак · b7 чорний король · c5 чорний кінь · f4 чорний ферзь · h3 білий король · a2 білий пішак | a7 чорний пішак · b7 чорний король · c5 чорний кінь · f4 чорний ферзь · h3 білий король · a2 білий пішак | a7 чорний пішак · b7 чорний король · c5 чорний кінь · f4 чорний ферзь · h3 білий король · a2 білий пішак | a7 чорний пішак · b7 чорний король · c5 чорний кінь · f4 чорний ферзь · h3 білий король · a2 білий пішак | a7 чорний пішак · b7 чорний король · c5 чорний кінь · f4 чорний ферзь · h3 білий король · a2 білий пішак | a7 чорний пішак · b7 чорний король · c5 чорний кінь · f4 чорний ферзь · h3 білий король · a2 білий пішак | a7 чорний пішак · b7 чорний король · c5 чорний кінь · f4 чорний ферзь · h3 білий король · a2 білий пішак | 1 |
|   | a | b | c | d | e | f | g | h |   |

FEN: 8/pk6/8/2n5/5q2/7K/P7/8
b) a2↔a7

a) 1...a4 2.Sd7 a5 3.Sb6 axb6 4.Qc7 bxc7 5.Ka8 c8Q# (MM)

b) 1...a8R 2.a1R Rf8 3.Ra7 Rxf4 4.Ka8 Rc4 5.Sb7 Rc8# (MM
В першому близнюку виражено білий ексцельсіор з перетворенням пішака в ферзя, який оголошує мат. На діаграмі білий пішак «а2» і чорний «а7» стоять на початкових полях практичної партії. Для створення наступного близнюка ці два пішаки міняють місцями. В цьому близнюку білий пішак перетворюється на туру, а потім на останньому ході оголошує мат чорному королю, причому з того ж поля, що і ферзь в першому близнюку. Споріднені матові картини. 